# Shu-ilishu
Shu-ilishu (fl. XX secolo a.C.) è stato un sovrano amorreo dell'età paleo-babilonese.
Shu-ilishu o anche Šu-ilišu, scritto in cuneiforme dšu-i-li-šu, ca. 1920-1911 a.C. (cronologia bassa) o 1984-1975 a.C. (cronologia media) è stato il secondo re della Prima dinastia di Isin e regnò per dieci anni secondo la Lista reale sumerica, che si differenzia rispetto ai venti anni registrati da altri.. 
Viene ricordato principalmente per aver recuperato, sottraendolo agli Elamiti, l'idolo di Inanna, che poté così ritrovare la sua collocazione a Ur.

## Biografia
Nelle iscrizioni, Shu-ilishu viene chiamato con diversi appellativi: come "uomo forte, re di Ur, possente re, dio della sua nazione, amato dagli dei Anu, Enlil, e Inanna, re della terra di Sumer e di Akkad, caro al dio Enlil e la dea Ninisina, e signore della sua terra ", ma mai come re di Isin, titolo che fu rivendicato solo successivamente, durante il regno di Ishme-Dagan. Ma fu lui, in effetti, a ricostruire le mura Isin, che costituiva il capoluogo del regno.
Ha contribuito molto alla grandezza di Ur, principalmente con il restauro dell'intera città, continuato poi dai suoi successori Iddin-Dagān e Ishme-Dagan. 

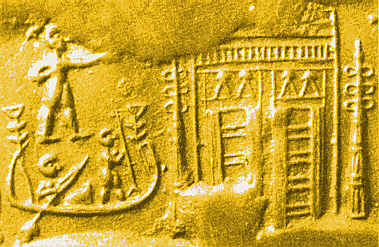
La barca di Magur

Durante questi lavori ha fatto edificare una grande porta monumentale. Come accennato, inoltre, riportò, all'interno delle mura, l'idolo di Inanna, che rappresentava la divinità patrona di Ur. La statua dedicata alla la dea della luna, era stata rubata durante il saccheggio della città, effettuato dagli Elamiti. Non è noto se questo recupero sia stato il risultato di una trattativa amichevole o se invece sia stato il frutto di uno scontro armato.
I grandi lavori per la ricostruzione della città, vengono ricordati, in un'iscrizione che recita: "Egli, con la rifondazione di Ur, ha permesso il ritorno nelle loro dimore a tutte quelle persone disperse nelle regioni di Ansan,".
Intorno a questo periodo fu redatto il componimento poetico, il Lamentazioni sopra la città di Ur, per spiegare la catastrofe provocata dalla distruzione della città.
L'intento era quello invogliare la popolazione dispersa a ritornare e collaborare alla ricostruzione della città, proteggendo, così i restauratori, dalle maledizioni presenti nelle rovine del é.dub.lá.maḫ.
Gli anni del suo regno sono contrassegnati dalle commemorazioni di diversi eventi. Vengono ricordati: la manifattura di un grande emblema per la dea Inanna, un trono trionfale per il dio An, un'imbarcazione Magur per il dio Ninurta e grandi palchi di pietra rispettivamente per il dio Ninisina ed il dio Ningal .
Nella sua epoca furono composti dei canti o inni celebrativi. Uno in onore di Nergal, un altro in favore di An ed un terzo forse rivolto allo stesso re.
Alcune delle poche notizie riguardanti questo sovrano sono state trovate in un laboratorio artigianale, detto anche Gis-kin-ti, nei pressi di Isin.
Sono stati scoperti due archivi, di cui uno includeva diversi documenti contabili, comprendente 920 testi riguardanti un periodo di 33 anni, che corre dal 4º anno del regno di Ishbi-Erra al 3° di Shu-ilishu. Le tavolette d'argilla rappresentano dei registri di incassi ed esborsi di pelletteria, mobili, cesti, stuoie e riguardavano beni che venivano fabbricati in quei luoghi con le rispettive materie prime.
Un secondo archivio, riferito al commercio di cereali e alla fornitura di pane probabilmente collegato al tempio di Enlil a Nippur, include un registro dedicato alle spese di pane acquistate dal re e riporta le date di queste transazioni lungo l'arco di nove anni. Una documentazione preziosa, usata dallo studioso Philip Steele per determinare la sequenza dei diversi anni che recavano il nome di questo re.

## Reperti archeologici
1. ↑  Sumerian King List, Collezione Schøyen, MS 1686. Fonte
2. ↑  Such as WB 444, the Weld-Blundell prism.
3. ↑  Tablets CBS 14074, Ni 2482 and N 2833.

## Iscrizioni cuneiformi
1. ↑   WB-444 High Resolution Image from CDLI (JPG), su cdli.ucla.edu.
2. ↑   WB-444 Line Art from CDLI (JPG), su cdli.ucla.edu.